# Пикколово
Пи́кколово (фин. Pikkola) — деревня в Виллозском городском поселении Ломоносовского района Ленинградской области.

## История
На карте Ингерманландии А. И. Бергенгейма, составленной по шведским материалам 1676 года, обозначена деревня Pilkola.
Деревня являлась вотчиной Марии Фёдоровны, из которой в 1806—1807 годах были выставлены ратники Императорского батальона милиции.
На «Топографической карте окрестностей Санкт-Петербурга» Военно-топографического депо Главного штаба 1817 года она упомянута как деревня Пиккола, состоящая из 16 крестьянских дворов.

ПИККОЛОВОЙ — деревня принадлежит Дудергофскому её императорского величества имению, число жителей по ревизии: 36 м. п., 52 ж. п. (1838 год)

В пояснительном тексте к этнографической карте Санкт-Петербургской губернии П. И. Кёппена 1849 года она записана как деревня Pikkola (Пикколова) и указано количество её жителей на 1848 год: савакотов — 9 м. п., 5 ж. п., всего 14 человек, эвремейсов — 28 м. п., 36 ж. п., всего 64 человека.
Согласно карте профессора С. С. Куторги 1852 года деревня называлась Пикколова.

ПИККОЛОВО — деревня Дудергофского её величества имения, по почтовому тракту, число дворов — 12, число душ — 38 м. п. (1856 год)

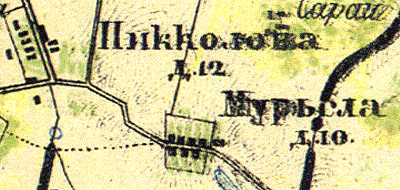
Деревня Пикколово на карте 1860 года

Согласно «Топографической карте частей Санкт-Петербургской и Выборгской губерний» 1860 года деревня Пикколова насчитывала 12 дворов.

ПИККОЛОВО — деревня удельная при Дудергофской горе, число дворов — 12, число жителей: 40 м. п., 45 ж. п.. (1862 год)

В 1885 году деревня Пикколова насчитывала 14 дворов.
В конце XIX — начале XX века деревня административно относилась к Дудергофской волости 3-го стана Царскосельского уезда Санкт-Петербургской губернии. По приходским данным население деревни было исключительно финским.
По данным «Памятной книжки Санкт-Петербургской губернии» за 1905 год деревня называлась Пикколово.
К 1913 году количество дворов в деревне Пиккола увеличилось до 27.
С 1917 по 1923 год деревня Пикколово входила в состав Пикколовского сельсовета Дудергофской волости Детскосельского уезда.
С 1923 года в составе Красносельской волости Троцкого уезда.
С 1924 года в составе Дудергофского сельсовета.
Согласно данным переписи населения СССР 1926 года в деревне Пиккола проживали 149 человек — большинство финны, а также русские и немцы.
С 1927 года в составе Урицкого района. В 1927 году население деревни Пикколово также составляло 149 человек.
С 1930 года в составе Ленинградского Пригородного района.
По данным 1933 года деревня называлась Пикоолово и входила в состав Дудергофского финского национального сельсовета Ленинградского Пригородного района.
С 1936 года в составе Красносельского района.

План деревни Пикколово. 1939 год

С 1939 года в составе Горского сельсовета. Согласно топографической карте 1939 года деревня называлась Пиккола и насчитывала 38 дворов.
С 1 августа 1941 года по 31 декабря 1943 года деревня находилась в оккупации.
С 1955 года в составе Ломоносовского района.
С 1963 года в составе Гатчинского района.
С 1965 года вновь в составе Ломоносовского района. В 1965 году население деревни Пикколово составляло 292 человека.
По данным 1966 и 1973 годов деревня называлась Пиккола и также входила в состав Горского сельсовета.
По данным 1990 года деревня входила в состав Горского сельсовета и называлась Пикколово.
В 1997 году в деревне Пикколово Горской волости проживал 151 человек, в 2002 году — 146 человек (русские — 88 %), в 2007 году — 167.

## География
Деревня расположена в юго-восточной части района к северу от автодороги 41К-637 (подъезд к дер. Ретселя), к востоку от административного центра поселения деревни Виллози и Дудергофских высот.
Расстояние до административного центра поселения — 2 км.
Расстояние до ближайшей железнодорожной станции Дудергоф — 1 км.

## Демография
| 1862 | 2002 | 2007 | 2010 | 2017 |
| ---- | ---- | ---- | ---- | ---- |
| 85   | ↗146 | ↗167 | ↘151 | ↗204 |

## Инфраструктура
В конце 2014 года к землям деревни Пикколово была добавлена территория площадью около 90 га, расположенная к востоку от границы между Санкт-Петербургом и Ломоносовским районом Ленинградской области.
В деревне ведётся индивидуальная малоэтажная застройка.

## Улицы
63 Гвардейской дивизии, Безымянная, Берёзовая, Бомбардирская, Высотный переулок, Гвардейский переулок, Георгиевская, Гренадерская, Драгунская, Дудергофская, Екатерининская, Измайловская, Кирасирская, Кольцевая, Красносельский переулок, Лесная, Литовская, Мира, Нагорная, Обороны, Ореховая, Офицерское шоссе, Павловская, Парадная, Петровская, Семёновская, Солнечная, Спасателей, Стрелковая, Типанова, Царская, Центральная.

## Садоводства
Можайское.